# Покровское (Мариинско-Посадский район)
Покровское (чув. Кĕчкей) — село в Мариинско-Посадском муниципальном округе Чувашской Республики России. С 2004 до 2023 года входило  в состав Карабашского сельского поселения. С 2023 года входит в состав Карабашского территориального отдела.

## География
Село находится в северо-восточной части Чувашии, в пределах Чувашского плато, в зоне хвойно-широколиственных лесов, к северу от автодороги 97Н-028, на расстоянии примерно 19 километров (по прямой) к юго-востоку от города Мариинский Посад, административного центра района. Абсолютная высота — 140 метров над уровнем моря.

### Часовой пояс
Село Покровское, как и вся Чувашия, находится в часовой зоне МСК (московское время). Смещение применяемого времени относительно UTC составляет +3:00.

## Население
| 2010 | 2012 |
| ---- | ---- |
| 255  | ↘253 |

### Половой состав
По данным Всероссийской переписи населения 2010 года в гендерной структуре населения мужчины составляли 53,3 %, женщины — соответственно 46,7 %.

### Национальный состав
Согласно результатам переписи 2002 года, в национальной структуре населения чуваши составляли 99 % из 282 чел.